# 이진서
이진서(1969년 ~ )는 KBS 드라마본부의 프로듀서이다.  

## 경력
- KBS 드라마본부 PD

## 방송
| 연도 | 방송사 | 유형       | 제목                       | 담당 |
| ---- | ------ | ---------- | -------------------------- | ---- |
| 2005 | KBS2   | 월화드라마 | 그녀가 돌아왔다            | 연출 |
| 2008 | KBS2   | 월화드라마 | 최강칠우                   | 연출 |
| 2009 | KBS1   | TV소설     | 청춘예찬                   | 연출 |
| 2010 | KBS2   | 월화드라마 | 부자의 탄생                | 연출 |
| 2011 | KBS2   | 월화드라마 | 동안미녀                   | 연출 |
| 2013 | KBS2   | 수목드라마 | 천명: 조선판 도망자 이야기 | 연출 |
| 2021 | KBS2   | 주말드라마 | 오케이 광자매              | 연출 |
| 2023 | KBS2   | 월화드라마 | 두뇌공조                   | 연출 |